# Badessy
Badessy ist ein weniger bedeutsames Geistwesen (Loa) im haitianischen Voodoo. Es ist dem Himmel im astronomischen Sinne zugeordnet.